# Communauté de communes des Rampennes
La communauté de communes des Rampennes est une ancienne communauté de communes française, située dans le département du Cher.

## Historique
- 31 décembre 2001 : création de la communauté de communes
- 20 novembre 2003 : extension de compétences (voirie)
- 3 mars 2006 : extension de compétences (SPANC)
- 31 décembre 2011 : suppression de la communauté de communes, dont les communes ont été transférées aux intercommunalités suivantes : 
  - Communauté d'agglomération Bourges Plus : communes de Lissay-Lochy et Vorly
  - Communauté de communes Arnon Boischaut Cher : communes de Levet et Sainte-Lunaise
  - Communauté de communes Le Dunois : commune de Senneçay[1].

## Composition
Elle était composée des communes suivantes (toutes du canton de Levet) :
| Commune        | hab. (2006) | Représentants |
| -------------- | ----------- | ------------- |
| Levet          | 1 292       | 5             |
| Lissay-Lochy   | 202         | 2             |
| Sainte-Lunaise | 23          | 2             |
| Senneçay       | 420         | 2             |
| Vorly          | 250         | 2             |
| Total          | 2 187       | 13            |

## Compétences
- Aménagement de l'espace - Schéma de secteur (à titre obligatoire)
- Développement et aménagement économique
  - Action de développement économique (Soutien des activités industrielles, commerciales ou de l'emploi, soutien des activités agricoles et forestières...) (à titre obligatoire)
  - Création, aménagement, entretien et gestion de zone d'activités industrielle, commerciale, tertiaire, artisanale ou touristique (à titre obligatoire)
  - Tourisme (à titre obligatoire)
- Développement et aménagement social et culturel
  - Activités culturelles ou socioculturelles (à titre facultatif)
  - Activités sportives (à titre facultatif)
- Environnement
  - Assainissement collectif (à titre facultatif)
  - Assainissement non collectif (à titre facultatif)
- Création, aménagement, entretien de la voirie (à titre optionnel)